# Constant le Marchand de Lignery
 (novembre 2023).
Si vous disposez d'ouvrages ou d'articles de référence ou si vous connaissez des sites web de qualité traitant du thème abordé ici, merci de compléter l'article en donnant les références utiles à sa vérifiabilité et en les liant à la section « Notes et références ».
Constant le Marchand de Lignery, né vers 1663 à Charentilly (France) et mort en 1731 à Trois-Rivières en Nouvelle-France, fut un officier français des troupes de la Marine  et commandant du Fort Michilimakinac.

## Biographie
Lignery était le fils de Joseph le Marchand de Lignery et de Marguerite Du Sillar. Il commence sa carrière militaire en 1675 comme lieutenant dans le Régiment d'Auvergne. En 1683, il est transféré à la marine, où il est aspirant à Rochefort. En 1687, il est passé au Canada en qualité de lieutenant à demi-solde. Il a été fait chevalier de l 'Ordre de Saint Louis en 1728. Il épouse Anne Robutel de La Noue, fille du seigneur de l'île Saint-Paul, le 10 novembre 1691 à Montréal. Ils ont eu sept fils et deux filles. Le plus connu d'entre eux était François-Marie Le Marchand de Lignery, capitaine des troupes régulières coloniales et chevalier de l'Ordre de Saint-Louis. Au cours de l'été 1759, ce fils a été mortellement blessé par les Anglais lors de combats près du Fort Niagara. 

## À Michilimackinac
Il a combattu dans les  guerres contre les Iroquois, où son service a été reconnu par ses supérieurs. En 1688, il fut promu lieutenant et, en 1705, capitaine. En 1712, au début de la guerre entre les Français et les Renards, le Gouverneur Canadien  Philippe de Rigaud de Vaudreuil l'a envoyé pour réoccuper l'ancien poste de Michillimakinac, qui avait été abandonné par les ordres royaux en 1696.

## Guerre contre les Renards
Quelques années plus tard, en 1715, le gouverneur par intérim Claude de Ramezay le place à la tête d'une grande expédition contre les Renards ou Fox. Il a reçu l'ordre de rassembler une force de coureurs des bois et d'Indiens du Nord pour les conduire au portage de Chicago, une voie navigable et un court portage de la région des Grands Lacs jusqu'au fleuve Mississippi et au Grand Nord-Ouest. La voie navigable et les routes terrestres parallèles (qui deviendront plus tard certaines des routes principales) ont permis aux Français d'explorer la vallée du Mississippi et la rivière Illinois. Cette force rejoindrait une deuxième force, recrutée parmi les Indiens du sud des Grands Lacs, et se déplacerait ensemble contre les Renards. Cependant, en raison d'une série de mésaventures; le convoi de ravitaillement de Montréal n'est pas arrivé à temps et les volontaires français étaient indisciplinés et difficiles à diriger; le contingent méridional ne s'est jamais assemblé; Lignery et son armée n'ont pas non plus atteint le point de rassemblement. Le 1er décembre 1715, une expédition de guerre des Fox menée par le grand chef de la tribu des Renards, Pemoussa (Celui qui marche) attaqua l'expédition française près de Chicago, repoussant les Français et leurs alliés indiens vers le Michigan.

## Expédition de 1728 contre les Renards
Un nouveau gouverneur, Charles de La Boische, Marquis de Beauharnois, arriva en Nouvelle-France en 1726. En août 1728, il envoya Lignery, récemment promu major, commandant une armée de 450 Français et de 1 000 Indiens contre les Renards; son commandant en second, est Louis Liénard de Beaujeu. C'était la plus grande force jamais envoyée aussi loin vers l'intérieur du territoire, mais elle n'a pas réussi à obtenir un engagement décisif avec l'ennemi. Lignery est arrivé au village fortifié des Renards à l'embouchure de la rivière Fox le 17 août. Ici et ailleurs pendant la campagne, les Renards ont fui à l'ouest; les Français ne pouvaient que brûler leurs villages et leurs récoltes. L'expédition a continué jusqu'à la rivière Fox jusqu'au portage de la rivière Wisconsin avant de revenir sur leurs pas.
Le gouverneur Beauharnois reprocha à Lignery de ne pas avoir réussi à vaincre les Renards. Il a porté de graves accusations contre lui dans son rapport au ministère, et Jean-Frédéric Phélypeaux de Maurepas, l'a fait jugé par un conseil de guerre. Lignery fut accusé d'avoir mal géré les approvisionnements, d'avoir été si lent dans sa poursuite que les Renards purent s'enfuir, de refuser de remettre le commandement à son lieutenant malgré une maladie débilitante et d'avoir abandonné de grandes quantités de vivres à Michilimackinac lors du voyage de retour au Canada. Après avoir entendu des témoins et examiné d'autres éléments de preuve, le conseil de guerre a rejeté à l'unanimité les accusations. Lignery mourut peu de temps après, en 1731 ou 1732 (sources différentes) à Trois-Rivières, où il avait été nommé major de la ville en 1728.